# Communauté de communes du Val de Tave
La Communauté de communes du Val de Tave est une ancienne collectivité du Gard, elle comprenait 7 communes :
- Cavillargues
- Connaux
- Gaujac
- Le Pin
- Saint-Paul-les-Fonts
- Saint-Pons-la-Calm
- Tresques

Ces communes on rejoint depuis le 1er janvier 2013 la Communauté d'agglomération du Gard rhodanien.
Le président de la communauté de communes était, de 2008 à 2012, Alexandre Pissas (PS), maire de Tresques et conseiller général du canton de Bagnols-sur-Cèze. Il a succédé à Michel Faure, conseiller municipal (UMP) de Gaujac, qui a exercé cette fonction de 2003 à 2008.